# Neoiphinoe triseriata
Neoiphinoe triseriata is een slakkensoort uit de familie van de Capulidae. De wetenschappelijke naam van de soort is voor het eerst geldig gepubliceerd in 1986 door Golikov.